# CSS Zen Garden
De CSS Zen Garden is een website voor webdesigners ter promotie van het gebruik van Cascading Style Sheets (CSS). De Zen Garden heeft als doel het enthousiast maken, inspireren en aanmoedigen van het gebruiken van CSS door grafische ontwerpers.
Op de website wordt dezelfde tekst getoond met allerlei verschillende CSS-bestanden. Het doel hiervan is om te laten zien wat er mogelijk is met CSS. De HTML van de webpagina is telkens hetzelfde en het uiterlijk van de webpagina wordt vormgegeven met CSS.